# تأثیر صفر
تأثیر صفر (به انگلیسی: Zero Effect) فیلمی محصول سال ۱۹۹۸ و به کارگردانی جیک کاسدان است. در این فیلم بازیگرانی همچون بیل پولمن، بن استیلر، کیم دیکنز، آنجلا فیدراستون و رایان اونیل ایفای نقش کرده‌اند.